# Вишневий Сад
Вишневий Сад — колишнє селище в Україні, підпорядковувалося Лісостінківській сільській раді Куп'янського району Харківської області.
Селище зняте з обліку 1987 року.
Вишневий Сад знаходився на правому березі Оскільського водосховища, за 3 км вище по течії — село Хомине.

## Принагідно
- Офіційний портал ВРУ
- Відтинок карти